# NR Canis Majoris
NR Canis Majoris eller HD 58954, är en dubbelstjärna i mellersta delen av stjärnbilden Stora hunden öster om Sirius och Gamma Canis Majoris. Den har en genomsnittlig skenbar magnitud av ca 5,60 och är svagt synlig för blotta ögat där ljusföroreningar ej förekommer. Baserat på parallax enligt Gaia Data Release 2 på ca 10,97 mas beräknas den befinna sig på ett avstånd av ca 300 ljusår (ca 91 parsec) från solen. Den rör sig närmare solen med en heliocentrisk radialhastighet av ca -29 km/s och beräknas att om cirka tre miljoner år komma inom ett avstånd av ca 14 ljusår då den kommer att vara den starkast lysande stjärnan med en potentiellt skenbar magnitud av –0,88.

## Egenskaper

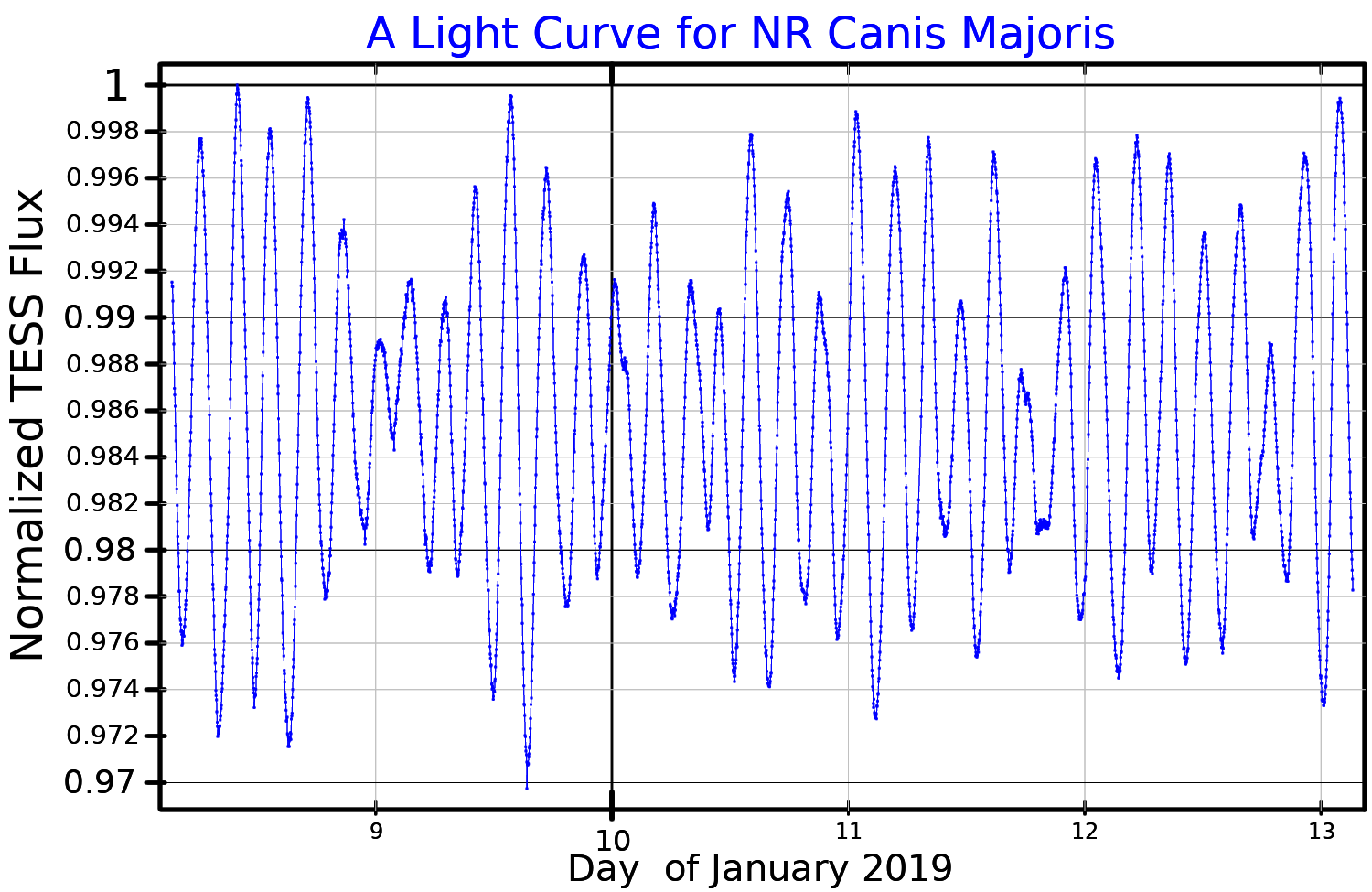
Ljuskurva för NR Canis Majoris, plottad från TESS-data.

Primärstjärnan NR Canis Majoris A är en vit stjärna i huvudserien av spektralklass F2 V. Den är en Delta Scuti-variabel som varierar med några hundradels magnitud med en period av ca 16 timmar. Den har en massa av ca 1,6 solmassa, en radie av ca 3,9 solradier och utsänder energi från dess fotosfär motsvarande ca 37 gånger solen vid en effektiv temperatur av ca 7 200 K. Den har en snabb rotation med en projicerad rotationshastighet på 185 km/s, vilket ger stjärnan en ekvatorial utbuktning som uppskattas vara 8 procent större än polarradien.
Följeslagaren NR Canis Majoris B är en stjärna med skenbar magnitud 9,23 och låg 2005 med en vinkelseparation av 1,3 bågsekund vid en positionsvinkel på 39°.